# Kollision
Родригез Вудс (англ. Rodriguez Woods), более известный как Kollision (рус. Коллижен) — американский рэпер родом из Атланты.

## Ранняя жизнь
Родригез Вудс родился 31 июля в Атланте, штат Джорджия, США. Рос без отца. Интересовался боксом, здесь и придумал себе псевдоним (Kollision от англ. Collision, рус. Столкновение).

## Карьера
В 2017 году Kollision заключил контракт с лейблом Quality Control Music, на котором выпускаются Migos. 8 декабря того же года лейбл выпускает свой первый музыкальный сборник «Quality Control: Control the Streets, Volume 1», в состав которого вошёл дебютный сингл Родригеза «Space Cadet». 22 декабря 2017 года на Space Cadet был выпущен официальный видеоклип.
16 января 2018 года Коллижен выпустил дебютный микстейп «Better Than Yesterday».  22 ноября того же года вышел второй микстейп «Not For Nothing». 
5 марта 2019 года Вудс представил свой дебютный мини-альбом «LL Kool K».
В 2020 году Родригез выпустил два сингла. Первый, «Walkin'», был выпущен 4 марта. Второй, «Handle Business», вышел 4 мая.

## Дискография

### Микстейпы
| Название              | Детали                                                   |
| --------------------- | -------------------------------------------------------- |
| Better Than Yesterday | - Выпущен: 16 января 2018 - Лейбл: Quality Control Music |
| Not For Nothing       | - Выпущен: 22 ноября 2018 - Лейбл: Quality Control Music |

### Мини-альбомы
| Название  | Детали                                                 |
| --------- | ------------------------------------------------------ |
| LL Kool K | - Выпущен: 5 марта 2019 - Лейбл: Quality Control Music |

### Синглы

#### В качестве основного исполнителя
| Год  | Название                               | Альбом                                                               |
| ---- | -------------------------------------- | -------------------------------------------------------------------- |
| 2017 | «Space Cadet»                          | Quality Control: Control the Streets, Vol. 1 / Better Than Yesterday |
| 2018 | «No Point» (при участии Lil Baby)      | Better Than Yesterday                                                |
| 2018 | «Tend to The Money»                    | Not For Nothing                                                      |
| 2018 | «Like You Dance» (при участии Skooly)  | Внеальбомный сингл                                                   |
| 2019 | «Bait»                                 | Quality Control: Control the Streets, Vol. 2                         |
| 2019 | «Freestyle»                            | Внеальбомные синглы                                                  |
| 2019 | «Say Less»                             | Внеальбомные синглы                                                  |
| 2020 | «Walkin'»                              | Внеальбомные синглы                                                  |
| 2020 | «Handle Business»                      | Внеальбомные синглы                                                  |
| 2021 | «Rick James»                           | Внеальбомные синглы                                                  |
| 2021 | «Project Thoughts» (при участии Nefew) |                                                                      |
| 2021 | «Heavy»                                |                                                                      |

## Видеография
| Год  | Название                                                             |
| ---- | -------------------------------------------------------------------- |
| 2017 | Chance (Lil Baby и Marlo при участии Kollision)                      |
| 2017 | Space Cadet                                                          |
| 2018 | Cash Talk                                                            |
| 2018 | Flossin'                                                             |
| 2018 | Safe Mode (24Heavy при участии Kollision)                            |
| 2018 | Who You Know                                                         |
| 2018 | Ironic                                                               |
| 2018 | Tend To The Money                                                    |
| 2018 | Streets of Atlanta                                                   |
| 2018 | Like You Dance (при участии Skooly)                                  |
| 2019 | Freaky Girls                                                         |
| 2019 | Cost Me                                                              |
| 2019 | Mind Blown (при участии Lil Wop)                                     |
| 2019 | Run It Up (Paedro при участии Kollision)                             |
| 2019 | Freestyle                                                            |
| 2019 | Goldmine (Richie Re при участии Kollision)                           |
| 2019 | Red Light (Don Q при участии Kollision)                              |
| 2019 | Glow Up                                                              |
| 2019 | Say Less                                                             |
| 2019 | All Day (Hott LockedN при участии Kollision)                         |
| 2019 | Trap Star (при участии MI'AY)                                        |
| 2020 | Die Wit Me (Remix) (Kc Ruskii при участии Kollision и Rylo Rodrigez) |
| 2020 | Walkin'                                                              |
| 2020 | Handle Business                                                      |
| 2021 | Rick James                                                           |
| 2021 | Project Thoughts (при участии Nefew)                                 |
| 2021 | Heavy                                                                |

### Комментарии
1. ↑  Год неизвестен.